# Ферфилд (Њу Џерзи)
Ферфилд (енгл. Fairfield) град је у америчкој савезној држави Њу Џерзи.

## Демографија
По попису из 2000. године број становника је 7.063.
| Група             | 2000.         | 2010.    |
| Белци             | 6.544 (92,7%) | 0 (0,0%) |
| Афроамериканци    | 37 (0,5%)     | 0 (0,0%) |
| Азијати           | 199 (2,8%)    | 0 (0,0%) |
| Хиспаноамериканци | 244 (3,5%)    | 0 (0,0%) |
| Укупно            | 7.063         | 0        |